# Вуд, Томас
Томас Джон Вуд (Thomas John Wood) (25 сентября 1823 — 26 февраля 1906) — американский кадровый офицер и генерал армии Союза во время гражданской войны. Известен в основном своим манёвром, который привёл к поражению федеральной армии в сражении при Чикамоге.

## Ранние годы
Вуд родился в провинциальном городке Манфордвилле, в штате Кентукки, в семье Джорджа Томаса Вуда, армейского офицера, и Элизабет Хельм. Таким образом, по матери он был двоюродным братом будущему генералу Конфедерации Бенжамену Хельму. Он окончил военную академию Вест-Пойнт 5-м из 41 кадета в выпуске 1845 года и был определен вторым лейтенантом в федеральный инженерный корпус.
В 1846 он поступил в штаб генерала Закари Тейлора, но вскоре попросил перевести его во 2-й драгунский полк и получил благодарность за отвагу, проявленную в сражении при Буэна-Виста. После войны он служил в кавалерии на западной границе. С 1859 по 1861 год он путешествовал по Европе, взяв на это время отпуск.

## Гражданская война
Вуд встретил войну в звании майора кавалерии, и в первые дни войны занимался организацией и обучением нескольких пехотных полков Индианы. 11 октября 1861 года ему было присвоено звание бригадного генерала добровольческой армии. В ноябре он женился на Каролине Грин из Дейона (Огайо).
В 1862 году Вуд командовал дивизией в составе Огайской армии и участвовал в финале сражения при Шайло. Он командовал дивизией крыла Криттендена в сражении при Стоун-Ривер в декабре 1862 года.